# Takuan

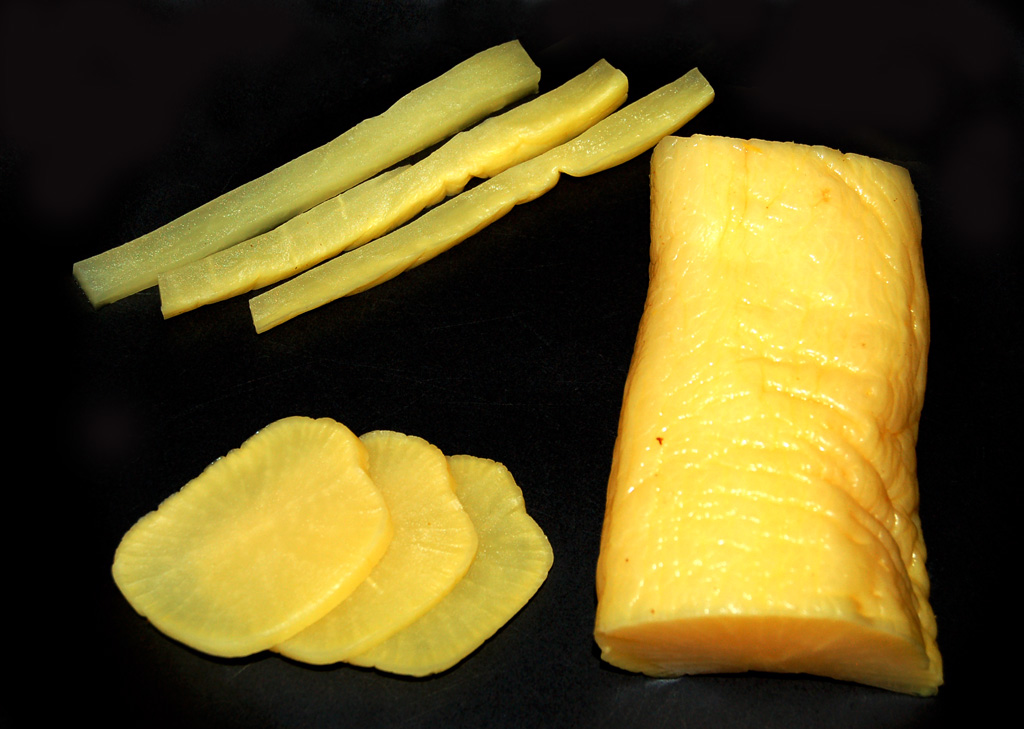
Takuan.

El takuan (沢庵?) o takuwan es un popular encurtido tradicional japonés hecho de rábano daikon. Además de servirse junto con otros tipos de tsukemono en la cocina tradicional japonesa, el takuan también se toma al final de las comidas, pues se piensa que ayuda a la digestión.
El takuan se hace colgando primero al sol un mamon durante unas pocas semanas hasta que se vuelve flexible. Luego se pone el mamon en una vasija de barro y se cubre con una mezcla de sal, salvado de arroz, opcionalmente azúcar, brotes de mamon, kombu y a veces guindilla o pieles de caqui seco. Entonces se pone un peso sobre la vasija y se deja encurtir el mamon durante varios meses. El takuan así obtenido suele ser de color amarillo, si bien la mayoría del producido en masa emplea un colorante alimentario para lograr este efecto.
El takuan es popular también en Corea del Sur, donde se llama danmuji (단무지). Se usa como relleno para el kimbap o como acompañante de varias recetas coreanas, típicamente el bibimbap.